# Granica (Bojnik)
Pour les articles homonymes, voir Granica et Granice.
Granica (en serbe cyrillique : Граница) est un village de Serbie situé dans la municipalité de Bojnik, district de Jablanica. Au recensement de 2011, il comptait 91 habitants.

## Démographie
| 1948 | 1953 | 1961 | 1971 | 1981 | 1991 | 2002 | 2011 |
| ---- | ---- | ---- | ---- | ---- | ---- | ---- | ---- |
| 548  | 569  | 499  | 496  | 385  | 226  | 172  | 91   |

|  |